# Барда (післяспиртова)
Барда́ (від рос. барда, видозміна бурда) — залишок після відгонки спирту із браги; відхід виробництва етилового спирту. Рідина (суспензія) світло-коричневого кольору із запахом зерна або іншої сировини. Вміст сухих речовин у барді становить 3—8 %. Барда швидко псується.
Зерно-картопляна барда містить усі складові компоненти вихідної сировини, за винятком крохмалю і дріжджів. Нативна зерно-картопляна барда — використовується як корм для тварин. Післяспиртова барда суха використовується у виробництві комбікормів і як добавки в кормові раціони для свиней, корів, птиці та риби.
Мелясна барда вважається відходом. Її скидають на поля фільтрації, чим викликається забруднення навколишнього середовища (у тому числі забруднюється повітряний басейн). У мелясній барді міститься гліцерин, бетаїн, глутамінова кислота, калійні солі. Деколи на барді вирощують кормові дріжджі, внаслідок чого отримується вторинна (післядріжджова) барда у такому ж об'ємі.
Мелясна упарена післядріжджова барда згідно з нормативним документом ОСТ 18-126 відноситься до пластифікаторів (II, III, IV груп) бетонів і будівельних розчинів.
Барда має високу кислотність, тому всі деталі, що стикуються з нею, виготовляють з міді або нержавіючої сталі.